# سورس ميج
سورس ميج (بالإنجليزية: Source Mage)‏ هي توزيعة لينكس مصدرية مستندة إلى سورسرر.

## وصلات خارجية
- الموقع الرسمي